# Cinemascopazo
Cinemascopazo es un programa de podcast cultural, dirigido y presentado por Arturo González-Campos y Juan Gómez-Jurado. Arturo y Juan se sientan a conversar sobre una película con un invitado diferente cada programa.

## Emisión
El programa comenzó a grabarse  semanalmente, desde el 25 de mayo de 2017, en el Cine Palacio de la Prensa en Madrid. Además el programa se emite en la plataforma ivoox y en Youtube.

## Programas
1. En busca del arca perdida, con Dani Rovira[3]
2. La jungla de cristal, con Raquel Sánchez Silva
3. Con la muerte en los talones, con Alberto Chicote[4]
4. Dersu Uzala, con Rodrigo Cortés
5. Pulp Fiction, con Mónica Carrillo
6. Múltiple, con Raquel Martos
7. Buried, con Javier Cansado
8. Matrix, con Carme Chaparro
9. Batman Begins, con Quequé
10. ¿Quién engañó a Roger Rabbit?, con José Luis Gil
11. El club de la lucha, con Ernesto Sevilla
12. Río Bravo, con Arturo Pérez-Reverte[5]
13. El golpe, con Marta Flich
14. El placer, con Rodrigo Cortés
15. Maximum Overdrive, con Nacho Vigalondo
16. Parque jurásico, con Ángel Martín
17. El jovencito Frankestein, con Raquel Martos
18. Doce del patíbulo, con Manel Loureiro
19. La historia interminable, con Ignatius Farray
20. Solo ante el peligro, con Espido Freire
21. Encuentros en la tercera fase, con Javier Sierra[6]
22. Cinema Paradiso, con Miki Nadal[7]
23. El guateque, con Eva Hache
24. Superman: The Movie, con Carlos Pacheco
25. El hombre que mató a Liberty Valance, con Alberto Chicote
26. Blade Runner, con Zahara
27. Mi tío, con Rodrigo Cortés
28. Terminator 2: el juicio final, con Miguel Lago
29. Kill Bill: Volumen 1, con Berta Collado
30. Con faldas y a lo loco, con Pancho Varona
31. Evasión o Victoria, con Quique Peinado
32. La ley de la calle, con Pepe Colubi[8]
33. E.T., el extraterrestre, con Carme Chaparro[9]
34. Atrapado en el tiempo, con Berto Romero
35. Jumanji, con María Gómez